# La escuela de las princesas
La escuela de las princesas es una obra de teatro en tres actos de Jacinto Benavente, estrenada en 1909.

## Argumento
En el imaginario Reino de Alfania, la Princesa Constanza está destinada a casarse con el Príncipe Alberto, heredero del vecino del Reino de Suabia (que ya había aparecido en las obras de Benavete, La princesa bebé y La noche del sábado); sin embargo, ella ama al Duque Alejandro. Sería su hermana, la Princesa Felicidad la que deba contraer matrimonio con Alejandro, lo cual él acepta. Sin embargo, cuando se conocen realmente, surge el amor entre Alberto y Constanza, pero ya es demasiado tarde.

## Representaciones destacadas
- Teatro de la Comedia, Madrid, 14 de octubre de 1909. (Estreno). 
  - Intérpretes: Matilde Moreno (Princesa Constanza), Mercedes Pérez de Vargas (Princesa Felicidad), Leocadia Alba (Duquesa de Berlandia), Juan Bonafé (Rey Gustavo Adolfo), Adela Carboné (Princesa Alicia), Hortensia Gelabert (Princesa Miranda), José Santiago, Ernesto Vilches.

- Teatro (Zaragoza), noviembre de 1909.
  - Intérpretes: Pascuala Mesa, Donato Jiménez, Villagómez, Díaz Adame.

- Teatro Victoria Eugenia, San Sebastián, 1930)
  - Intérpretes: Irene López Heredia, Mariano Asquerino.